# Hartland (hrabstwo Shawano)
Hartland – miasto w Stanach Zjednoczonych, w stanie Wisconsin, w hrabstwie Shawano.